# Nephtys signifera
Nephtys signifera är en ringmaskart som beskrevs av Hilbig 1992. Nephtys signifera ingår i släktet Nephtys och familjen Nephtyidae. Inga underarter finns listade i Catalogue of Life.